# Bitva u Nýrska
Bitva u Nýrska byla válečným střetem mezi českým vojskem českého krále Jiřího z Poděbrad pod velením Racka Janovského z Janovic a vojskem Bavorského vévodství v rámci tažení křížové výpravy vedené vévodou Ludvíkem IX. Bavorským v rámci pozdní fáze husitských válek. Odehrála se 22. září 1467 v okolí města Nýrsko v západních Čechách a skončila porážkou německých rytířů a zahnáním křížového vojska k ústupu.

## Pozadí
Dne 23. prosince 1466 prohlásil papež Pavel II. Jiřího z Poděbrad jako kacíře za sesazeného z trůnu a vyhlásil proti kališnickým Čechám křížovou výpravu. Roku 1467 papež potvrdil za vůdce katolíků Zdeňka ze Šternberka, předáka Zelenohorské jednoty. V nastalých bojích pak v červnu 1467 Šternberkovy spojence porazil Jiřího syn Viktorín v bitvě u Frankenštejnu.
Českým katolíkům měly být na pomoc poslány houfy křižáků z okolních zemí, avšak k vypravení vojenského tažení se nakonec povedlo přimět jen Ludvíka IX. Bavorského, který zároveň pomýšlel na možnost zisku českého trůnu v případě Jiřího svržení. V létě 1467 se vojsko vydalo z Bavorska směrem k české západní hranici. Po jejím překročení se dopouštělo loupeží a plenění měst a vesnic.

## Průběh bitvy
Na obranu proti bavorskému vojsku se zformovala vojenská síla pod velením Racka Janovského z Janovic, pána na vodním hradě v Janovicích nad Úhlavou a majitele hradu Pajrek a Horního Nýrska. Se zbraněmi přišli také oddíly měšťanů z okolních Klatov a Domažlic. 22. září 1467 se obě vojska střetla nedaleko města Nýrska. České vojsko v ní dosáhlo rozhodného vítězství, po kterém se vojsko křížové výpravy dalo na ústup z Čech. Po bitvě bylo Čechy zajato na 2000 bavorských rytířů, v boji navíc padl pán Kyvolf, vůdce bavorského vojska. Je popisována jako krvavá. Během svého tažení a následného ústupu pokračovali němečtí ozbrojenci v plenění, vypáleno bylo mj. i Nýrsko.

## Hodnocení bitvy
Ztráty na straně křížové výpravy byly patrně značné, obdivuhodný je rovněž počet Čechy zajatých vojáků. Jiří z Poděbrad dosáhl díky vítězství těchto loajálních sil jako král výrazného vojenského a politického úspěchu, který upevnil jeho pozici mezi českou šlechtou a naopak výrazně oslabil vliv Zelenohorské jednoty.
V březnu roku 1468 zahájil přímý boj vykonavatel papežské klatby uherský král Matyáš Korvín, ke kterému posléze uprchl též Zdeněk ze Šternberka. Vpadl na Moravu, dobyl Třebíč a posléze i hrad Špilberk v Brně a opevněný klášter Hradisko u Olomouce. Při tažení do Čech byl zastaven obklíčením vojsky krále Jiřího u Vilémova, posléze se však Korvín nechal v Olomouci korunovat českým králem a pak v podstatě svrchovaně vládl na Moravě až do své smrti.